# Evangelische Kirche (Lixfeld)

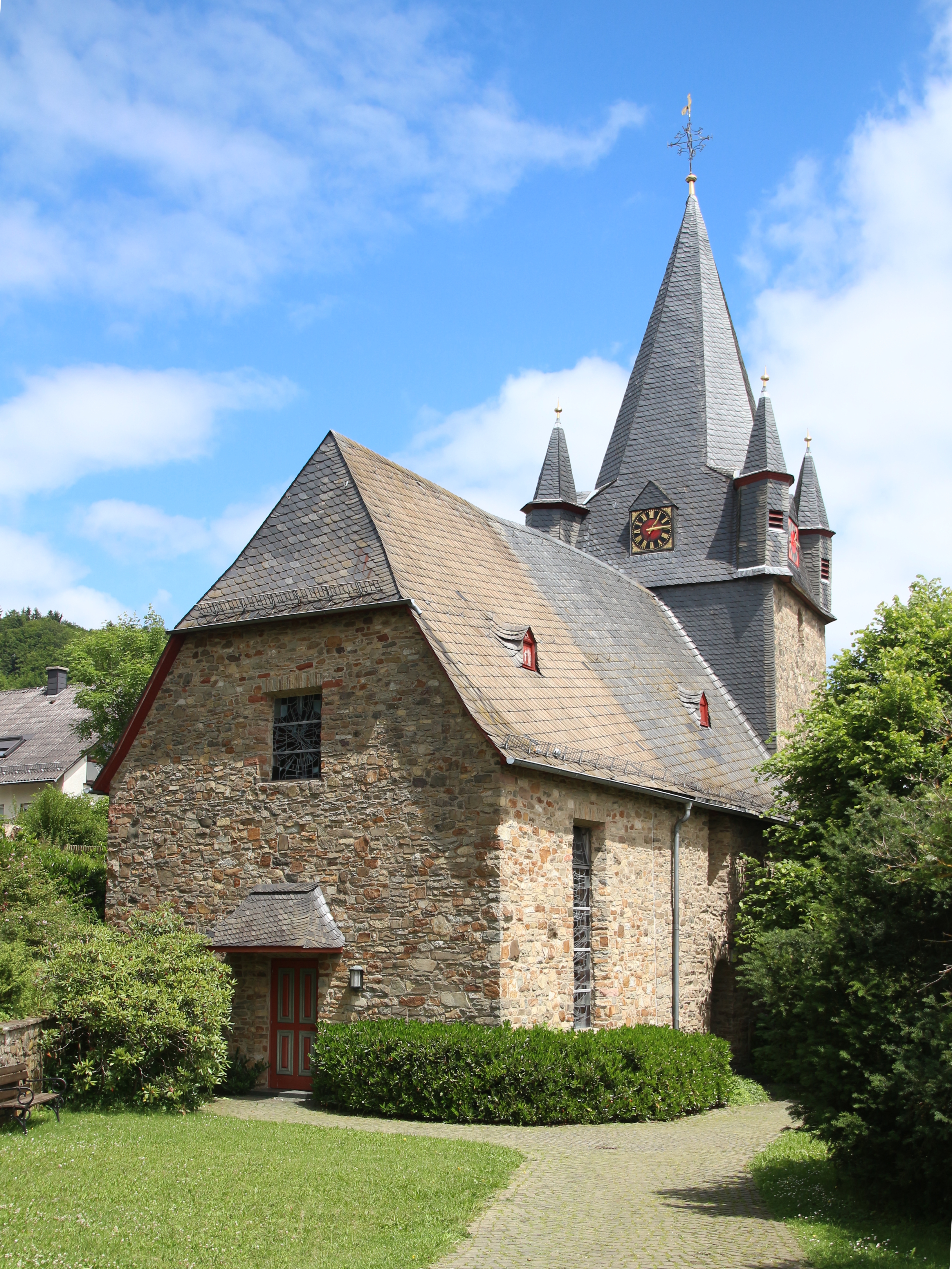
Kirche von Südwesten

Die Evangelische Kirche ist eine denkmalgeschützte Chorturmkirche in Lixfeld im Hessischen Hinterland. Sie wurde in den 1470er Jahren erbaut oder erneuert. Beibehalten wurde der wehrhafte Chorturm im Osten, dessen Chor aus dem 13. Jahrhundert stammt und der im Kern möglicherweise auf einen Vorgängerbau zurückgeht. Der Turmschaft über dem älteren Chor und der Helmaufbau wurden 1463/1464 fertiggestellt. Charakteristisch sind die vier Wichhäuschen am oktogonalen Spitzhelm. Eine westliche Verlängerung des Schiffs im Jahr 1977 hat der Kirche ihre heute maßgebliche Gestalt verliehen.

## Geschichte
Lixfeld liegt an einem bei der Angelburg abzweigenden Seitenstrang der Marburg-Siegener-Straße, Brabanter Straße genannt, einer seit dem Frühmittelalter viel genutzten Fernhandelsstraße von Leipzig über Köln nach Antwerpen. Ungesichert ist, ob auf dem Kirchenhügel im 9./10. Jahrhundert eine Turmburg zu ihrer Sicherung errichtet wurde, die man im 13. Jahrhundert in eine Chorturmkirche umgebaute und weihte. In den Jahren 1321–1323 folgte vermutlich der Anbau eines kleinen Querschiffes an den Turm, das von Norden nach Süden verlief. Im Jahr 1334 wird erstmals ein „pastor in Lykisuelt“ namens Wypertus Gysonis und 1358 eine Pfarrkirche erwähnt.
In spätmittelalterlicher Zeit unterstand Lixfeld dem Sendgericht von Breidenbach in Dekanat „Kesterburg“ (Christenberg) im Archidiakonat St. Stephan innerhalb der Erzdiözese Mainz.
Über dem älteren Chor wurde von 1458 bis 1463 oder 1464 der Turmschaft mit dem Turmhelm errichtet. Das Kirchenschiff wurde auf den Grundmauern des Vorgängerbaus umgebaut und erhielt 1472 ein neues Dach. Diese Baumaßnahmen geschahen, nachdem Lixfeld 1462 von Hirzenhain getrennt und Oberhörlen zugeschlagen wurde.
Mit Einführung der Reformation wechselte Lixfeld zum evangelischen Bekenntnis. Als erster evangelischer Pfarrer ist um 1550 ein „Herr Ebert“ nachgewiesen. 1540 und später ist Lixfeld mit Oberhörlen pfarramtlich verbunden. Zusätzlich wurden 1613 Frechenhausen und Roth eingepfarrt. Die Gemeinde führte im Jahr 1606 den reformierten Gottesdienst ein, um 1624 wieder zum lutherischen Bekenntnis zurückzukehren. Lixfeld gehörte von 1690 bis 1703 zu Simmersbach und bildete seitdem mit Frechenhausen eine Kirchengemeinde.
Im Jahr 1835 wurde der Glockenstuhl im ersten Turmgeschoss mit Unterzügen stabilisiert, 1839 die westliche Giebelwand erneuert. 1874 entstehende Neubaupläne wurden nicht realisiert. Nach einer zehnjährigen Ausbesserungsphase folgte im Jahr 1884 eine umfassende Renovierung, in deren Zuge der steinerne Altar durch einen aus Holz ersetzt wurde. Die Apostelbilder und andere biblische Darstellungen an den Emporen wurden beseitigt und der Fußboden der Kirche mit Holzdielen belegt.
1953 wurden fünf der acht Seiten des Helmaufbaus und 1954 das Kirchendach neu eingeschiefert. 1976/1977 verlängerte die Gemeinde das Schiff in Eigenleistung um sechs Meter, da die Kirche mit knapp 200 Sitzplätzen nicht mehr ausreichte. Die Kosten für den Umbau betrugen etwa 500.000 DM. Die Einweihung fand am 24. Juli 1977 statt.
Die Gemeinde gehört zum Dekanat Biedenkopf-Gladenbach in der Propstei Nord-Nassau in der Evangelischen Kirche in Hessen und Nassau.

## Architektur

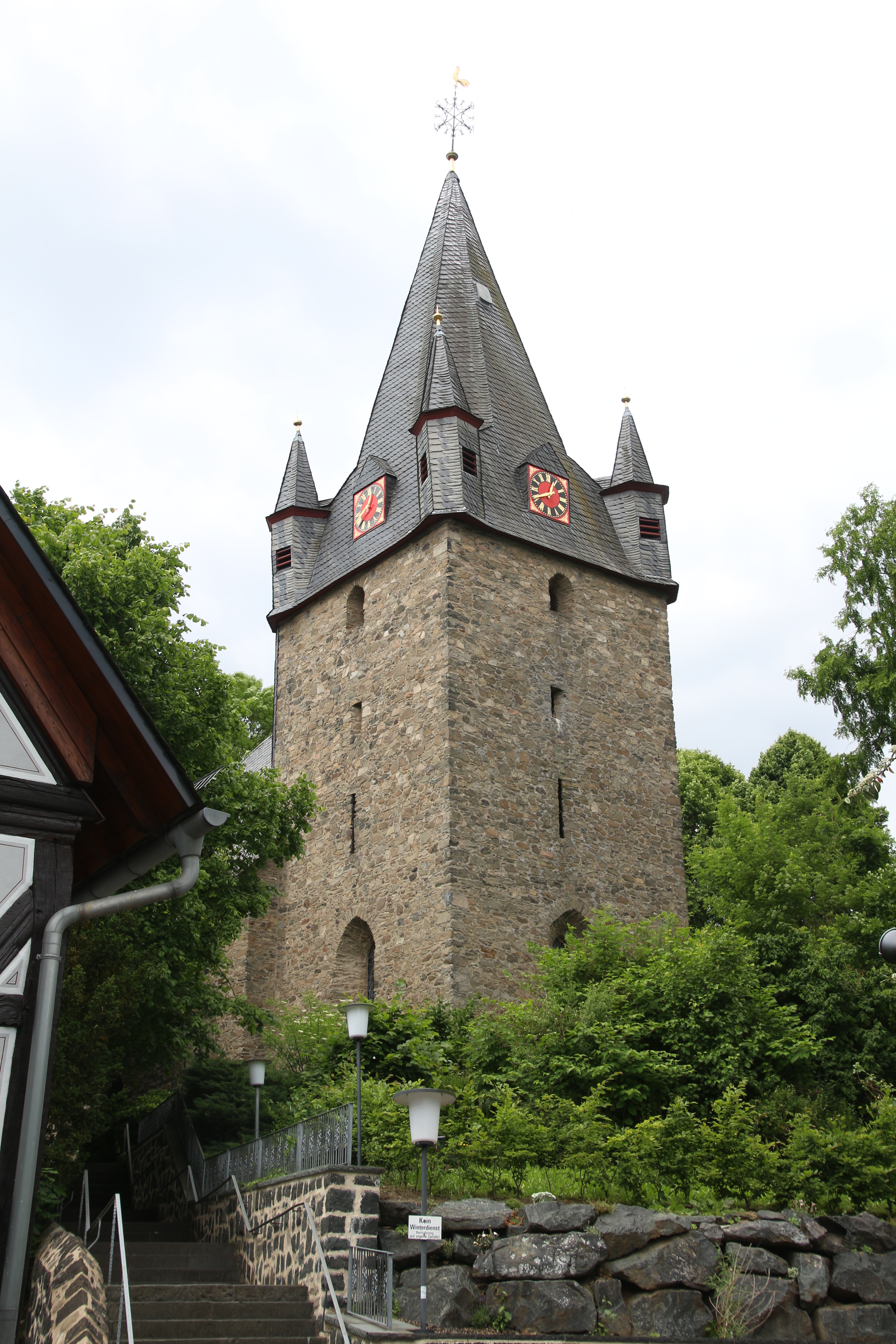
Wehrturm von Südosten

Die geostete Chorturmkirche aus unverputztem Bruchsteinmauerwerk ist am Nordwestrand des alten Ortskerns in Spornlage inmitten des rechteckigen Friedhofs errichtet. Sie besteht aus einem gotischen Chorturm und einem im 17. Jahrhundert angebauten Längsschiff, das 1977 in westliche Richtung um 6,50 Meter verlängert wurde, wie an der Baunaht erkennbar.
Der massiv aufgemauerte, wehrhafte, ungegliederte Chorturm auf quadratischem Grundriss ist an der Westseite beschiefert. Die Mauern sind 1,40–1,50 Meter dick. Die Turmhalle wird durch zwei Rundbogenfenster belichtet, die Erhardt Jakobus Klonk 1977 gestaltete. Das Südfenster stellt das Abendmahl dar, das Ostfenster die Auferstehungshoffnung anhand 1 Kor 15,1ff . Die Obergeschosse haben schlitzförmige Armbrustscharten, die typisch für das 13. und frühe 14. Jahrhundert sind. Unterhalb der Traufe sind kleine rundbögige Öffnungen eingelassen. Dem oktogonalen Spitzhelm sind an vier Ecken kleine Wichhäuschen aufgesetzt. Sie haben viereckige Schalllöcher und kleine Spitzhelme mit vergoldeten Kugeln. Zwischen den Wichhäuschen sind an allen Seiten Zifferblätter für die Turmuhr unter einem Dreiecksgiebel angebracht. Der vollständig verschieferte Turmhelm wird von einem Turmknauf, einem verzierten schmiedeeisernen Anzeiger für die Himmelsrichtungen und einem vergoldeten Wetterhahn bekrönt. Das Holz für den Dachstuhl des Turmhelms wurde entsprechend einer dendrochronologischen Untersuchung 1460/1461 und 1461/1462 in den heimischen Wäldern geschlagen. Der Dachstuhl mit der mächtigen Firstsäule, die vom Glockenstuhl bis in die Turmspitze ragt, wurde nach dem Abbund zeitnah im Jahr 1462 aufgeschlagen. Die Decke über der Turmhalle wurde bereits 1458 über dem wahrscheinlich älteren Chor erstellt. Nach dendrochronologischer Untersuchung wurde das Holz für den Dachstuhl des Schiffes zehn Jahre nach dem Turm, in den Wintern 1470/1471 und 1471/1472, gefällt und das Dach 1472 aufgeschlagen. Das umgebende Mauerwerk entstand jeweils zeitgleich. Die Glockenstube beherbergt ein Vierergeläut mit einer Stahlglocke aus dem Jahr 1920 von Rincker und drei Bronzeglocken aus den Jahren 1956 und 1978. Die große Glocke sprang in den Jahren 1708, 1826 und 1855 und wurde jeweils umgegossen, bis sie 1917 zu Rüstungszwecken abgeliefert wurde.
Im Inneren hat der Chor ein Kreuzgratgewölbe, das auf viereckigen Diensten ruht. Grate, Dienste und die Rahmungen der Laibungen weisen rote Quaderbemalung auf. In die Nordwand ist eine spätgotische viereckige Sakramentsnische mit vergitterter Tür und profilierter Rahmung eingelassen, über der ein Wimperg aufgemalt ist. Die schlichte viereckige Nische in der Südwand diente vermutlich als Piscina. Ein großer Spitzbogen mit roter Quaderbemalung öffnet den Chor zum Schiff.
Das Längsschiff wird durch ein hochrechteckiges Westportal unter einem verschieferten Vordach erschlossen. Darüber ist ein Rechteckfenster eingelassen. Das alte Schiff hat an den Langseiten je ein hochsitzendes Rundbogenfenster. Die Laibung des Südfensters ist mit Ranken bemalt. Unter dem Südfenster ist ein weiteres Rundbogenfenster eingebrochen. Der westliche Anbau hat an den Langseiten je ein hohes Rechteckfenster. Dem verschieferten Schopfwalmdach sind im Süden und Norden je zwei kleine Dachgauben aufgesetzt.

## Ausstattung

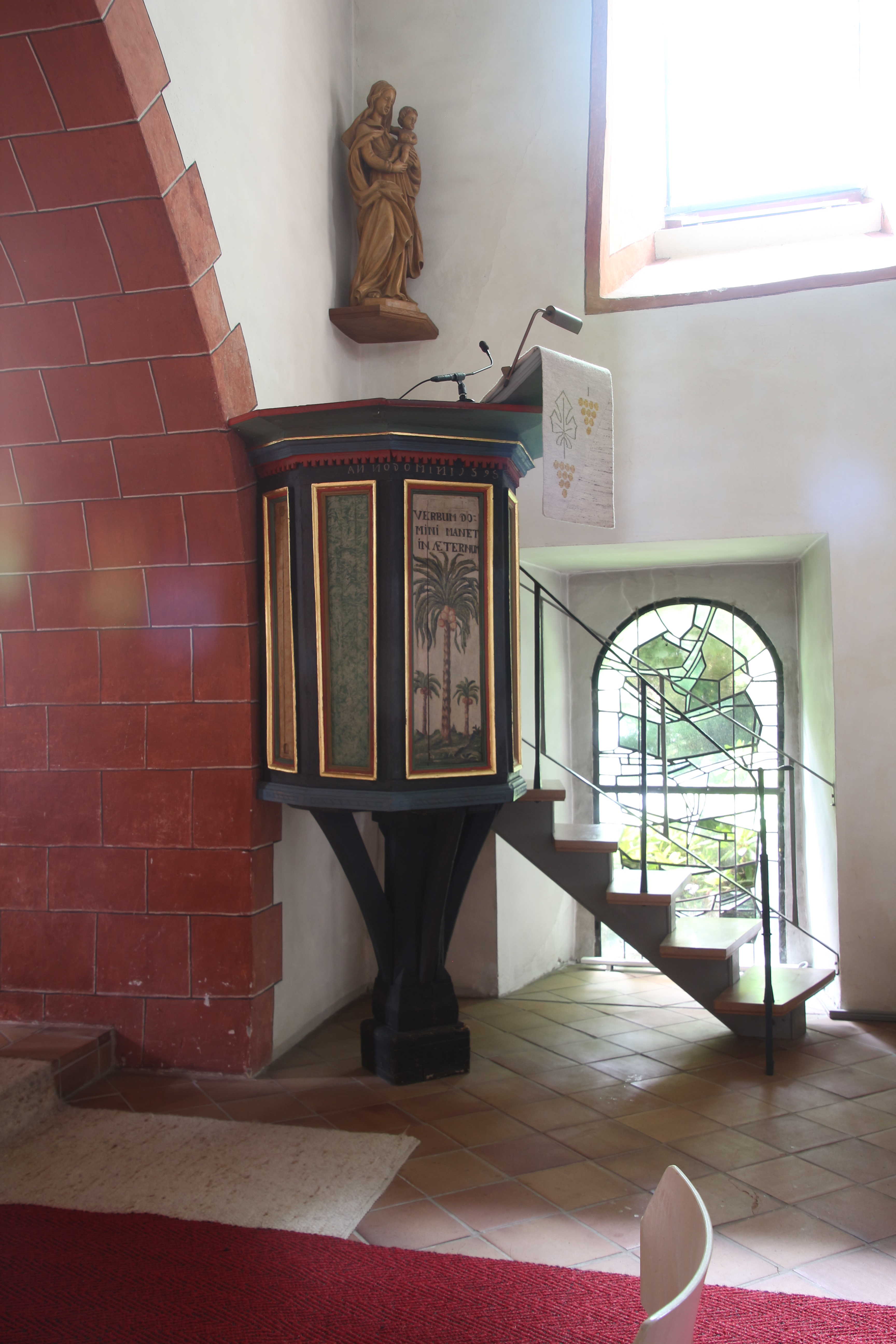
Kanzel von 1595

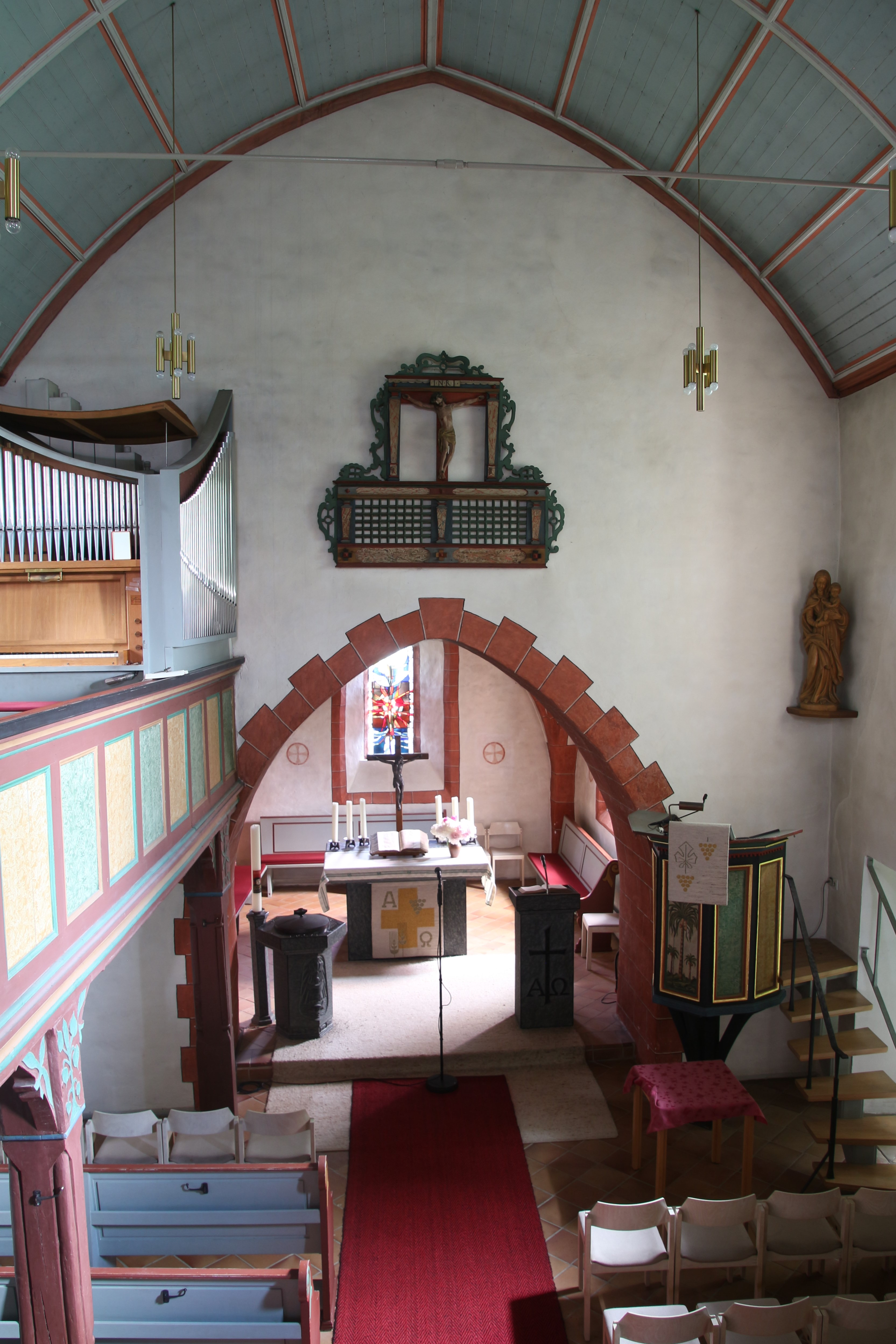
Innenraum Richtung Chorbogen und Turmhalle

Die Ausstattungsstücke im Chorraum sind modern und wurden 1977 einheitlich aus heimischem grauem Diabas gestaltet. Der Blockaltar im Chor wird von einer überstehenden Mensaplatte bedeckt, auf der ein Kruzifix des 17. Jahrhunderts steht. Links davon steht das Taufbecken mit einer Taube und einem Fisch und rechts der Ambo mit dem Zeichen Alpha und Omega. An den Wänden der Chorhalle sind sechs Weihekreuze aufgemalt.
Über dem Chorbogen ist ein hölzernes Kruzifix des Dreinageltypus in einer Rahmung aus Gitterwerk, Pilastern und flachgeschnitztem Rankenwerk angebracht. Es datiert aus dem zweiten Viertel des 15. Jahrhunderts und war ursprünglich ein Altarretabel.
Das Längsschiff wird von einer hölzernen Spitztonne mit Rechteckbemalung abgeschlossen. Im Norden und Westen ist eine barocke Winkelempore eingebaut, die auf vier viereckigen Holzpfosten mit Bügen ruht, die mit floralen Ornamenten verziert sind. Ein Sockel trägt eine Bauinschrift und ist mit der Jahreszahl 1609 bezeichnet. Die Westempore ist seit der Erweiterung 1977 tief und gestaffelt. An der Südwand ist ein Bibelvers aus der Zeit um 1700 aus Mt 16,19  gemalt: „ICH WIL DIR DES HIMMELREICHES SCHLÜßEL GEBEN UND WAS DU HIER BINTEN WIRST DAS SOL ACH IM HIMMEL GEBUNDEN SEIN UNT WAS DU AUF ERDEN LÖSEN WIRST SOL AUCH IM HIMEL LOS SEIN“.
Der hölzerne polygonale Kanzelkorb von 1595 ruht auf einem viereckigen Fuß und wird durch vier Streben gestützt. Das umlaufende Kranzgesims ist profiliert. Unter dem Fries ist eine bauzeitliche Inschrift zu lesen: „ANNO DOMINI 1595“. Die kassettierten Kanzelfelder mit vergoldetem Profil haben hochrechteckige Füllungen, die mit zartem, blassgrünem Rankenwerk bemalt sind. In der Mitte ist eine Kokospalme dargestellt und darüber als Inschrift zu lesen: „VERBUM DOMINI MANET IN AETERNUM“ (Jes 40,8b ). Dies war der Mottovers von Philipp I., der in Hessen die Reformation einführte. Ein Schalldeckel ist nicht vorhanden. Den Zugang zur Kanzel ermöglicht eine moderne Treppe mit schlichtem Eisengeländer. Über der Kanzel steht auf einem flachen Podest eine Madonna mit dem Jesuskind.
Das hölzerne Kirchengestühl mit geschwungenen Wangen lässt einen Mittelgang frei. In der Südwestecke führt eine Treppe zur Empore. Hinter der Orgel befindet sich der Zugang zum Glockenturm.

## Orgel

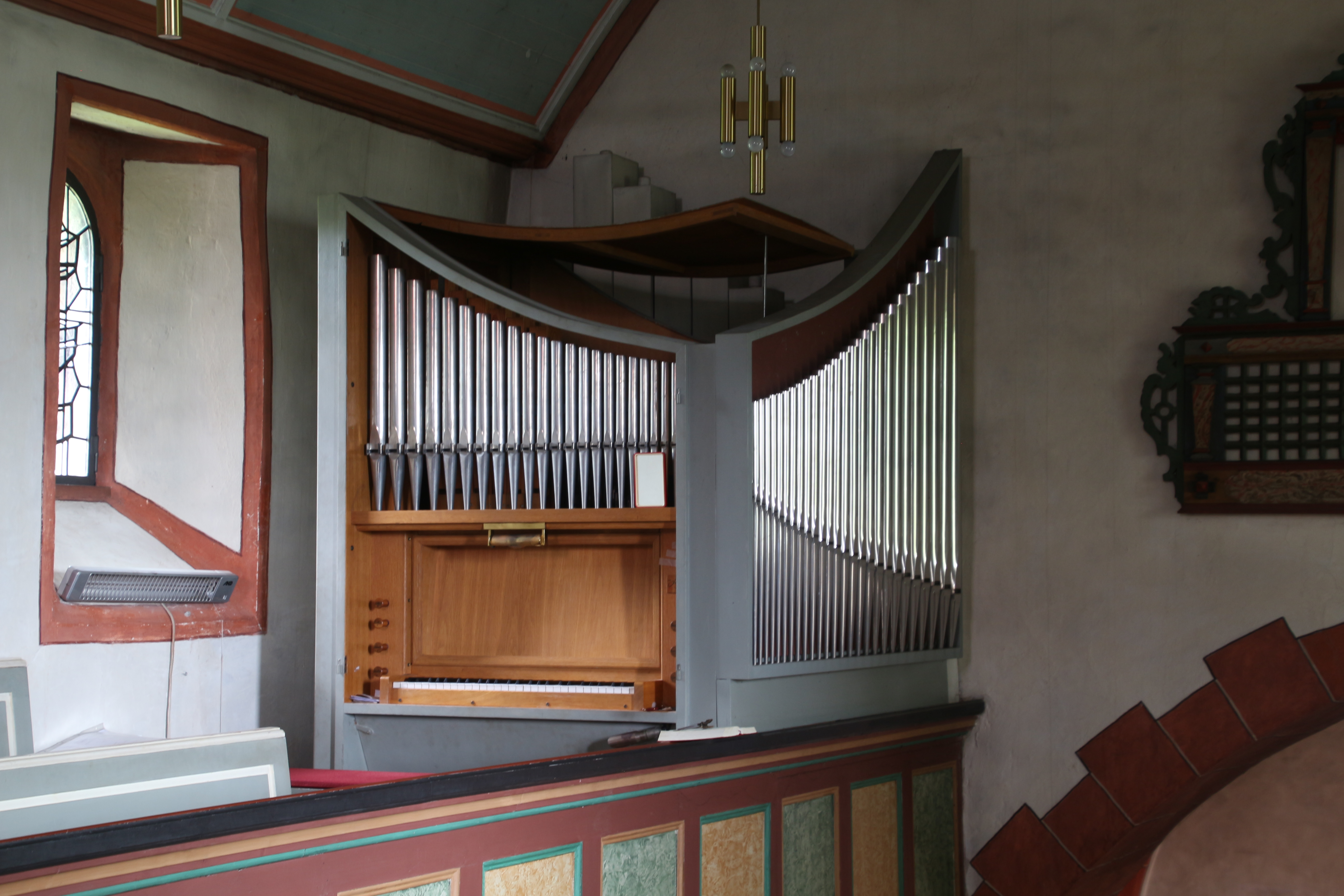
Oberlinger-Orgel von 1967

Bis 1889 leitete der Lehrer als Vorsänger den Gemeindegesang. Als er erkrankte, schaffte die Gemeinde ein Harmonium an, das später durch ein größeres Instrument ersetzt wurde. Von 1976 bis 1978 begleitete eine elektronische Orgel den Gesang. Die heutige Orgel wurde 1967 von den Gebr. Oberlinger gebaut. Sie war ursprünglich eine Interimsorgel für die Martinskirche Gladenbach und wurde 1978 nach Lixfeld verkauft und um den Oktavbass 4′ erweitert, nachdem dort die mehrjährige Restaurierung abgeschlossen worden war. Die Brüstungsorgel am Ende der Nordempore hat einen winkelförmigen Prospekt nach Süden und Westen mit zwei Harfenfeldern. Die Trakturen sind mechanisch ausgeführt. Die Orgel weist folgende Disposition auf:
| Manual C–g3     |      |
| Gedackt         | 8′   |
| Rohrflöte       | 4′   |
| Principal       | 2′   |
| Sesquialter I D |      |
| Cymbel II       | 2⁄3′ |

| Pedal C–d1 |     |
| Subbass    | 16′ |
| Oktavbass  | 4′  |

- Koppel: I/P